# ヘルベルト・マルクーゼ
ヘルベルト・マルクーゼ（Herbert Marcuse、1898年7月19日 - 1979年7月29日）は、アメリカの哲学者。ドイツ出身で出自はユダヤ系。

## 経歴
出生から修学期
1898年7月19日にベルリンで生まれた。1928年から1932年の間、フライブルク大学でエドムント・フッサール、マルティン・ハイデッガーのもと、ヘーゲル、マルクスを研究した。
社会研究所時代
1933年からフランクフルトの社会研究所につとめ、フランクフルト学派の一員となったが、1934年アメリカへの亡命を余儀なくされ、1940年に帰化した。第二次世界大戦中はアメリカの対ナチス政策に協力した。
第二次世界大戦後
1952年からコロンビア大学で政治哲学の教授として教鞭を執り、1954年から1965年までブランダイス大学の教授、1965年からはカリフォルニア大学サンディエゴ校の教授。1969年に『解放論の試み』を出版し、アジア・アフリカの解放には、共産勢力の強化より、資本主義国の弱体化が必要と訴えた。
ドイツへ帰郷中の1979年、脳出血のためバイエルンのシュタルンベルクで急逝。遺灰は2003年にアメリカで発見され、ベルリンのドロテーエンシュタット墓地へ埋葬された。

## 研究内容・業績
「否定の哲学」を根底に据え、1960年代の新左翼の父と呼ばれる。

## 著作
- 1932年 "Neue Quellen zur Grundlegung des historischen Materialismus. Interpretation der neuveröffentlichten Manuskripte von Marx" / "Über die philosophischen Grundlagen des wirtschaftswissenschaftlichen Arbeitsbegriffs
  - 良知力・池田優三共訳『初期マルクス研究--『経済学=哲学手稿』における疎外論』 未來社, 1961年、新版2000年
- 同年 Hegels Ontologie und die Theorie der Geschichtlichkeit
  - 吉田茂芳訳『ヘーゲル存在論と歴史性の理論』 未來社, 1980年
- 1941年 Reason and revolution
  - 桝田啓三郎・中島盛夫・向来道男訳『理性と革命--ヘーゲルと社会理論の興隆』 岩波書店, 1961年、再版1969年

マルクス主義に対し、疎外論としての見解を示した
- 1955年 Eros and civilization
  - 南博訳『エロス的文明』 紀伊国屋書店, 1958年。度々重版

フロイトの理論を批判的に摂取しつつ、人間解放の構想を展開した
- 1958年 Soviet Marxism
  - 片岡啓治訳『工業社会とマルクス主義--ソヴェト・マルクス主義批判』林書店, 1971年
- 1964年 One-Dimensional man : studies in the ideology of advanced industrial society
  - 生松敬三・三沢謙一訳『一次元的人間--先進産業社会におけるイデオロギーの研究』河出書房新社, 1974年

否定的契機を喪失している、全体主義的管理社会を批判した
- 1965年 Kultur und Gesellschaft
  - 田窪清秀・井上純一他訳『文化と社会』上下、せりか書房, 1969年
- 同年 Robert P. Wolff, Barrington Moore Jr. and H. Marcuse, A Critique of pure tolerance
  - ロバート・ポール・ウォルフ他、大沢真一郎訳『純粋寛容批判』せりか書房, 1968年

権力者や、社会的強者の不正に無力な『消極的寛容』(passive tolerance)を批判し、社会的弱者を虐げる権力を容認しない『抑圧的寛容』(repressive tolerance)を主張した。
- 1967年 "Das Ende der Utopie"
  - 清水多吉訳『ユートピアの終焉--過剰 抑圧 暴力』 合同出版, 1968年、改訂・中公クラシックス、2016年
- 1968年 Psychoanalyse und Politik
  - 片岡啓治・清水多吉訳『生と死の衝動』 合同出版, 1969年
- 1969年 An Essay on Liberation　
  - 小野二郎訳『解放論の試み』 筑摩書房, 1974年
- 1972年 Counter-Revolution and Revolt
  - 生松敬三訳『反革命と叛乱』 河出書房新社, 1975年
- 1978年 The Aesthetic Dimension　
  - 生松敬三訳『美的次元--マルクス主義美学の批判に向けて』 河出書房新社, 1981年